# Nicola Pisano
Nicola Pisano vagy Niccolò Pisano (Apulia ma: Puglia, 1225 – Toszkána, 1284) olasz szobrász, Giovanni Pisano apja.

## Pályafutása
Apja kőfaragó volt, ő is a régebbi lombardia-toszkánai szobrászat hagyományaiban nevelkedett, de műveiben egészen új irányt hozott be az olasz szobrászatba. A neki tulajdonított művek közül az első, a luccai székesegyház kapuzata szobrászati díszének befejezése (1250 körül) még csak a régi irány továbbfejlesztése, bár a Krisztus levételét a keresztről ábrázoló csoport páratlanul áll a kor szobrászati művei közt. További szoborműveivel - amilyenek a pisai keresztelőkápolna szószékének dísze, főleg a Krisztus életéből vett pompás, gazdag domborművek (befejezte 1267-ben); egy pistojai oltár újjáalakítása (1271) és a sienai székesegyház szószékének domborművei (1266-1268), a nagy perigiai márványkút (1280 körül) - a szobrászat történetére nézve döntő lépést tett, a romanika felől a gótika felé haladt. Munkáiban fiain kivül főleg Guglielmo d'Agnolo Domokos-rendi szerzetes és Arnolfo di Cambio segítették. Építész is volt, de építkezéseiből semmi nem maradt fönn.